# Trollhunters: Contes d'Arcàdia
Trollhunters: Contes d'Arcàdia (en anglès Trollhunters: Tales of Arcadia o simplement Trollhunters) és una sèrie de televisió de fantasia animada per ordinador de Netflix creada per Guillermo del Toro i produïda per DreamWorks Animation i Double Dare You Productions, basada en la novel·la Trollhunters de del Toro i Daniel Kraus de 2015. Segueix la història d'en James "Jim" Lake Jr., un adolescent que troba un amulet misteriós i topa amb un regne secret habitat per trols i altres criatures màgiques. Al cap de poc temps, ell i els seus amics s'encarreguen de protegir el món dels perillosos monstres que s'amaguen entre les ombres de la seva petita ciutat suburbana.
Trollhunters es tracta del primer capítol d'una trilogia de sèries de televisió, titulada col·lectivament Contes d'Arcàdia. La història continua en una sèrie de ciència-ficció titulada Els 3 de sota: Contes d'Arcàdia, i conclou en una tercera i última sèrie de fantasia titulada Mags: Contes d'Arcàdia. Un pel·lícula, titulada Trollhunters: Rise of the Titans, es va estrenar el 21 de juliol de 2021.
Des del seu llançament, Trollhunters ha estat àmpliament elogiada com una sèrie d'animació ambiciosa i que supera els límits. La sèrie va ser nominada per a nou Premis Daytime Emmy el 2017, guanyant més que qualsevol altre programa de televisió d'animació o d'imatge real d'aquell any. En les seves tres temporades, també va rebre o va ser nominada a un Premi BAFTA, diversos Premis Annie, Premis Kidscreen, Premis Golden Reel i un Premi Saturn. L'espectacle també ha generat diversos llibres infantils originals i s'ha adaptat a una sèrie de novel·les gràfiques de Marc Guggenheim i Richard Hamilton, publicades per Dark Horse Comics.
A Catalunya la sèrie es va estrenar al Canal Super3 el 19 d'abril de 2022.

## Argument

### 1a part
Un dia en Jim Lake Jr. troba un amulet misteriós sota un canal entre les restes de Kanjigar el Valent i a partir d'aleshores s'embarca en una gran aventura per tal de protegir Arcàdia dels malvats com en Bular amb l'ajuda dels seus amics humans en Toby i la Claire, i els seus amics trols, en Blinky, l'Aaarrrgghh!!! i en Draal.

### 2a part
En Jim està atrapat a les Terres Ombrívoles i els seus amics s'afanyen per rescatar-lo, però un cop fora, ha d'afrontar les repercussions de les seves accions per haver-hi entrat. En Blinky s'ocupa de les velles ferides familiars, mentre que la resta del Mercat del Cor de Pedra sospita que s'hi ha infiltrat un talp. La cosa no millora quan l'Steve Palchuk i l'Eli Pepperjack comencen a topar amb la doble vida d'en Jim, a més d'estar sotmès a una gran pressió per part de l'institut.

### 3a part
És el final del segon any a l'Institut Arcàdia: la doble vida d'en Jim ha passat factura a la seva mare, ja que la Claire té problemes per culpa d'una antiga bruixa. En Gunmar ha pres el control del Mercat del Cor de Pedra. El gran mag Merlí converteix en Jim en un mig trol, mig humà. La batalla final s'acosta sobre el trio mentre en Jim i la Claire comencen a aprofundir la seva relació. En Jim s'ha d'adonar que derrotar en Gunmar és impossible, si no fa un sacrifici irreversible.

## Doblatge
| Personatge                         | Veu en anglès        | Veu en català      |
| ---------------------------------- | -------------------- | ------------------ |
| James 'Jim' Lake Jr. / Trollhunter | Anton Yelchin        | Marc Cañadell      |
| Claire Maria Nuñez                 | Lexi Medrano         | Geni Rey           |
| Tobias 'Toby' Domzalski            | Charlie Saxton       | Marcos de la Calle |
| Blinkous 'Blinky' Galadrigal       | Kelsey Grammer       | Jordi Salas        |
| Waltolomew Stricklander            | Jonathan Hyde        | Germán José        |
| Aarghaumont 'AAARRRGGHH!!!'        | Fred Tatasciore      | Iván Cánovas       |
| Vendel                             | Victor Raider-Wexler | Toni Astigarraga   |
| Bular                              | Ron Perlman          | Jordi Boixaderas   |
| Barbara Lake                       | Amy Landecker        | Mariona Bosch      |
| Steve Palchuk                      | Steven Yeun          | Àlex de Porrata    |
| Draal                              | Matthew Waterson     | Xavier Martín      |
| Eli Pepperjack                     | Cole Sand            | Alex Molina        |
| Nomura                             | Lauren Tom           | Sílvia Gómez       |
| NoÉsL'Enrique                      | Jimmie Wood          | David Blanquer     |
| Kanjigar, el coratjós              | Tom Hiddleston       | Toni Molías        |
| Angor Rot                          | Ike Amadi            | Francesc Belda     |
| Gnom Nyamsky                       | Rodrigo Blaas        | Antoni Quintana    |
| Lenora Janeth                      | Laraine Newman       | Maria Romeu        |
| Karl Uhl                           | Fred Tatasciore      | Roger Pera         |
| Fragwa                             | Frank Welker         | David Moreno       |
| Otto                               | Tom Kenny            | Joan Pera          |
| Sra. Núñez                         | Andrea Navedo        | Ana Maria Camps    |
| Sr. Núñez                          | Tom Kenny            | Gerard Flores      |
| Darci Scott                        | Yara Shahidi         | Irene Garrés       |
| Mary Wang                          | Lauren Tom           | Alba Grau          |
| Gatto                              | Fred Tatasciore      | Jaume Mallofré     |
| Shannon                            | Bebe Wood            | Anna Rocamora      |
| Krel                               | Diego Luna           | Jaume Cuartero     |
| Aja                                | Tatiana Maslany      | Nerea Alfonso      |

## Episodis
| Temporada | Temporada | Episodis | Episodis | Data d'emissió original | Dates d'emissió en català | Dates d'emissió en català |
| Temporada | Temporada | Episodis | Episodis | Primera emissió         | Primera emissió           | Última emissió            |
| --------- | --------- | -------- | -------- | ----------------------- | ------------------------- | ------------------------- |
|           | 1         | 26       | 26       | 23 de desembre de 2016  | 19 d'abril de 2022        | 15 de juny de 2022        |
|           | 2         | 13       | 13       | 15 de desembre de 2017  | 14 de febrer de 2023      | 2 de març de 2023         |
|           | 3         | 13       | 13       | 25 de maig de 2018      | 3 de març de 2023         | 21 de març de 2023        |

### Primera part
| Núm. total | Núm. de la temporada | Títol                                                                  | Direcció                           | Guió | Data d'emissió original | Data d'emissió en català |
| --- | -------------------- | ---------------------------------------------------------------------- | ---------------------------------- | --- | ----------------------- | ------------------------ |
| 1 | 1                    | «L'elegit (1a part)» «Becoming»                                        | Guillermo del Toro i Rodrigo Blaas | Història: Guillermo del Toro, Marc Guggenheim i Rodrigo Blaas Guió: Guillermo del Toro i Marc Guggenheim | 23 de desembre de 2016  | 19 d'abril de 2022       |
| En Jim és un noi normal i corrent que va a l'institut, però que voldria viure més emocions i aventures. El seu desig es veu complert amb escreix quan troba un amulet que li obre les portes d'un món fantàstic en què a partir d'ara tindrà el càrrec de caçador de trols. |                      |                                                                        |                                    | |                         |                          |
| 2 | 2                    | «L'elegit (2a part)» «Becoming»                                        | Guillermo del Toro i Rodrigo Blaas | Història: Guillermo del Toro, Marc Guggenheim i Rodrigo Blaas Guió: Guillermo del Toro i Marc Guggenheim | 23 de desembre de 2016  | 20 d'abril de 2022       |
| Just quan en Jim comença a fer-se a la idea de convertir-se en caçador de trols, topa amb en Bular, l'assassí del seu predecessor, que també està disposat a liquidar-lo a ell. Amb l'ajuda d'en Blinky i l'Aaarrrgghh!!!, en Jim i en Toby hauran d'intentar refugiar-se al mercat del Cor de Pedra. |                      |                                                                        |                                    | |                         |                          |
| 3 | 3                    | «Per què ets tu, caçador de trols?» «Wherefore Art Thou, Trollhunter?» | Rodrigo Blaas i Johane Matte       | Marc Guggenheim                                                                                          | 23 de desembre de 2016  | 21 d'abril de 2022       |
| Els trols que en Jim té la responsabilitat de protegir no reben amb els braços oberts el seu nou caçador de trols humà. En Jim tot just comença a entrenar-se i pateix una derrota humiliant davant d'un trol, en Draal, però a l'hora d'enfrontar-se a l'Steve trobarà el coratge que es pensava que no tenia.                                                                                                   |                      |                                                                        |                                    | |                         |                          |
| 4 | 4                    | «El gnom enemic» «Gnome Your Enemy»                                    | Elaine Bogan                       | Història: Dan Hageman i Kevin Hageman Guió: A.C. Bradley, Chad Quandt i Aaron Waltke                     | 23 de desembre de 2016  | 25 d'abril de 2022       |
| En Jim encara la seva primera missió, que consistirà a atrapar un gnom entremaliat que es dedica a pispar tot el que troba. Per poder-lo perseguir per un forat molt estret, s'haurà d'encongir, una solució que li comportarà certs problemes, i no pas petits, precisament. |                      |                                                                        |                                    | |                         |                          |
| 5 | 5                    | «Waka Chaka» «Waka Chaka!»                                             | Elaine Bogan                       | Història: Dan Hageman i Kevin Hageman Guió: Chad Quandt i Aaron Waltke                                   | 23 de desembre de 2016  | 26 d'abril de 2022       |
| Un goblin mor atropellat i això provoca una invasió dels seus companys, que arriben a la ciutat per venjar-lo. En Jim i en Toby miren de trobar on s'amaguen els goblins i descobreixen uns éssers capaços de transformar-se en humans que reconstrueixen el pont de Killahead. |                      |                                                                        |                                    | |                         |                          |
| 6 | 6                    | «Guanyar, perdre o trolejar» «Win Lose or Draal»                       | Rodrigo Blaas i Johane Matte       | Història : Dan Hageman i Kevin Hageman Guió: A.C. Bradley                                                | 23 de desembre de 2016  | 27 d'abril de 2022       |
| En Jim descobreix que el combat de revenja contra en Draal serà a mort, i s'ha de reconsiderar moltes coses. Mentrestant, vol avisar els trols que els canviants han arribat a Arcadia, però en Blinky l'hi desaconsella, tot i que la senyora Nomura decideix passar a l'atac. |                      |                                                                        |                                    | |                         |                          |
| 7 | 7                    | «Atrapar un canviant» «To Catch a Changeling»                          | Simon Otto                         | Història: Dan Hageman & Kevin Hageman Guió: Marc Guggenheim                                              | 23 de desembre de 2016  | 28 d'abril de 2022       |
| En Jim torna al museu per ensenyar el pont de Killahead a en Blinky, però descobreix que ja no hi és. Ara haurà de fer servir una ferradura per descobrir si a Arcadia hi ha cap altre canviant. Mentrestant, hi ha un acostament entre en Jim i la Claire, que ha llegit la carta de comiat i el convida a casa seva. Però en Jim se n'ha d'anar abans d'hora perquè en Toby descobreix una canviant inesperada. |                      |                                                                        |                                    | |                         |                          |
| 8 | 8                    | «Les aventures del cangur de trols» «Adventures in Trollsitting»       | Rodrigo Blaas i Johane Matte       | Història: Dan Hageman i Kevin Hageman Guió: A.C. Bradley, Chad Quandt i Aaron Waltke                     | 23 de desembre de 2016  | 12 de maig de 2022       |
| La Claire demana a en Jim que cuidi el seu germanet, l'Enrique, que resulta que és un canviant. En Jim per fi ha trobat la prova que volia presentar a en Vendel, però no pot dir a la Claire que el seu germà és un monstre. Mentrestant, l'Aaarrrgghh!!! se'n va a viure amb en Toby i comencen una amistat molt curiosa.                                                                                       |                      |                                                                        |                                    | |                         |                          |
| 9 | 9                    | «Un aniversari agredolç» «Bitersweet Sixteen»                          | Elaine Bogan                       | A.C. Bradley, Chad Quandt i Aaron Waltke                                                                 | 23 de desembre de 2016  | 16 de maig de 2022       |
| A en Jim no li agraden els aniversaris, i està a punt de fer setze anys. Aquest any, però, té un costat positiu, i és que per fi serà prou gran per provar una Vespa. Però, al final, l'aniversari es torça quan apareix un ocell trol assassí disposat a perseguir en Jim fins a liquidar-lo. |                      |                                                                        |                                    | |                         |                          |
| 10 | 10                   | «El jove atles» «Young Atlas»                                          | Andrew L. Schmidt                  | Chad Quandt i Aaron Waltke                                                                               | 23 de desembre de 2016  | 17 de maig de 2022       |
| En Jim està neguitós per l'assaig de l'obra de teatre en què haurà de fer un petó a la Claire. En Draal, per ajudar-lo, li dona un tòtem per potenciar-li el coratge. El problema és que en Jim es torna temerari i desafia en Bular a un combat. Just abans que el rescati en Toby, descobreix que l'Strickler és un canviant.                                                                                   |                      |                                                                        |                                    | |                         |                          |
| 11 | 11                   | «La recepta del desastre» «Recipe for Disaster»                        | Elaine Bogan                       | Història: Dan Hageman i Kevin Hageman Guió: A.C. Bradley                                                 | 23 de desembre de 2016  | 18 de maig de 2022       |
| Finalment, la mare d'en Jim convida l'Strickler a sopar a casa. De primer, en Jim hi està en contra, però després se li acut que és una oportunitat perquè en Toby i els trols es colin al despatx de l'institut del professor per buscar informació del pont de Killahead. Mentrestant, en Jim i l'Strickler s'enfronten per primera vegada.                                                                     |                      |                                                                        |                                    | |                         |                          |
| 12 | 12                   | «La Claire i el perill imminent» «Claire and Present Danger»           | Andrew L. Schmidt                  | A.C. Bradley, Chad Quandt i Aaron Waltke                                                                 | 23 de desembre de 2016  | 19 de maig de 2022       |
| El canviant que ha substituït l'Enrique empeny els goblins a buscar la venjança contra la Claire, i en Jim ho ha de deixar tot per anar a socórrer-la. Finalment, la Claire descobreix la vida secreta que en Jim ha tingut durant tot aquest temps, i també sap que el seu germà petit ha desaparegut. |                      |                                                                        |                                    | |                         |                          |
| 13 | 13                   | «La batalla dels ponts» «The Battle of Two Bridges»                    | Rodrigo Blaas i Johane Matte       | Dan Hageman i Kevin Hageman                                                                              | 23 de desembre de 2016  | 23 de maig de 2022       |
| Per rescatar en Blinky, en Jim s'ha de rendir davant d'en Bular i desblocar el pont de Killahead. Però, quan hi va, resulta que tot era un parany, i en Jim i els seus amics lliuren una batalla èpica contra en Bular i els seus sequaços. La Claire, per la seva banda, es compromet a ajudar en Jim a rescatar l'Enrique.                                                                                      |                      |                                                                        |                                    | |                         |                          |
| 14 | 14                   | «El retorn del caçador de trols» «Return of the Trollhunter»           | Elaine Bogan                       | Història: Dan Hageman i Kevin Hageman Guió: A.C. Bradley, Chad Quandt i Aaron Waltke                     | 23 de desembre de 2016  | 24 de maig de 2022       |
| Després de la mort d'en Bular, en Jim està decidit a anar a les Terres Ombrívoles per rescatar el germà de la Claire, tot i que el consell dels seus predecessors és que no hi vagi. Mentrestant, l'Strickler continua desaparegut, però no pas fora de combat. |                      |                                                                        |                                    | |                         |                          |
| 15 | 15                   | «Baixant al fang» «Mudslinging»                                        | Rodrigo Blaas                      | Història: Dan Hageman i Kevin Hageman Guió: Marc Guggenheim                                              | 23 de desembre de 2016  | 25 de maig de 2022       |
| Es prepara l'elecció del Rei i la Reina de la Primavera de l'institut d'Arcadia Oaks i en Jim és un dels candidats a la corona. Mentrestant, continua planificant la seva coronació al món de trols preparant-se per matar en Gunmar. Per la seva banda, l'Strickler torna a aparèixer en escena amb una arma temible.                                                                                            |                      |                                                                        |                                    | |                         |                          |
| 16 | 16                   | «Despeses d'itinerància» «Roaming Fees May Apply»                      | Andrew L. Schmidt                  | Història: Dan Hageman i Kevin Hageman Guió: A.C. Bradley, Chad Quandt i Aaron Waltke                     | 23 de desembre de 2016  | 26 de maig de 2022       |
| En Jim vol localitzar la pedra natal d'en Gunmar, i els nostres herois no tenen més remei que visitar un volcà que amaga perills insospitats i que és més lluny que no es pensaven. Mentrestant, l'Strickler es protegeix de la ira del caçador de trols aprofitant-se de l'amor que en Jim sent per la seva mare.                                                                                                |                      |                                                                        |                                    | |                         |                          |
| 17 | 17                   | «L'odissea d'en Blinky» «Blinky's Day Out»                             | Elaine Bogan                       | Història: Dan Hageman i Kevin Hageman Guió: A.C. Bradley, Chad Quandt i Aaron Waltke                     | 23 de desembre de 2016  | 30 de maig de 2022       |
| Arran de les desventures a la Torre d'en Gatto, en Blinky s'ha transformat en humà. Mentre el trol experimenta de primera mà els avantatges i desavantatges de ser un humà, en Jim descobreix l'assassí que l'assetja. |                      |                                                                        |                                    | |                         |                          |
| 18 | 18                   | «El rei esmicolat» «The Shattered King»                                | Rodrigo Blaas i Johane Matte       | Història: Dan Hageman i Kevin Hageman Guió: A.C. Bradley                                                 | 23 de desembre de 2016  | 31 de maig de 2022       |
| En Toby busca parella pel ball de primavera de l'institut, i en Jim encara no s'ha atrevit a demanar a la Claire que hi vagi amb ell. Mentrestant, tota la colla busca la segona pedra triúmbrica als pantans dels quagawumps. |                      |                                                                        |                                    | |                         |                          |
| 19 | 19                   | «Capbuits» «Airheads»                                                  | Andrew L. Schmidt                  | Història: Dan Hageman i Kevin Hageman Guió: Chad Quandt i Aaron Waltke                                   | 23 de desembre de 2016  | 1 de juny de 2022        |
| A en Jim li encarreguen una missió ben senzilla com a caçador de trols, la d'enviar un paquet. Com que està enfeinat a l'institut, en Jim i la Claire decideixen fer-se càrrec de la tasca, per demostrar que poden fer una aportació important a l'equip. Però ben aviat s'adonen que no són tan competents com es pensaven.                                                                                     |                      |                                                                        |                                    | |                         |                          |
| 20 | 20                   | «Perdent la xaveta» «Where Is My Mind?»                                | Elaine Bogan                       | Història: Dan Hageman i Kevin Hageman Guió: A.C. Bradley                                                 | 23 de desembre de 2016  | 2 de juny de 2022        |
| Unes misterioses boletes lluminoses ataquen l'institut d'Arcadia Oaks i provoquen una bogeria generalitzada entre l'alumnat i el professorat, que es queden immersos en els seus pitjors malsons. Mentrestant, l'enemistat entre en Jim i l'Angor Rot pren un tomb inesperat. |                      |                                                                        |                                    | |                         |                          |
| 21 | 21                   | «Una festa monstruosa» «Party Monster»                                 | Rodrigo Blaas                      | Història: Dan Hageman i Kevin Hageman Guió: Chad Quandt i Aaron Waltke                                   | 23 de desembre de 2016  | 7 de juny de 2022        |
| La Claire i el seu germà fals, en Noeslenrique, es tornen a barallar quan el canviant li munta una festa a casa i hi convida tots els trols. Mentrestant, en Jim i en Toby busquen a la biblioteca d'en Blinky la manera de treure l'anell del dit a l'Strickler. |                      |                                                                        |                                    | |                         |                          |
| 22 | 22                   | «Ha arribat l'hora» «It's About Time»                                  | Andrew L. Schmidt                  | Història: Dan Hageman i Kevin Hageman Guió : Chad Quandt, Aaron Waltke i Marc Guggenheim                 | 23 de desembre de 2016  | 8 de juny de 2022        |
| L'única manera que té en Jim de treure l'anell del dit a l'Strickler és aturar el temps, i té l'objecte màgic que l'hi permetrà aturar-lo. Però els efectes tenen una durada limitada. A més, haurà de salvar en Blinky, que s'ha tornat a convertir en trol, i recuperar la pedra mortal abans que el temps reprengui el seu curs.                                                                               |                      |                                                                        |                                    | |                         |                          |
| 23 | 23                   | «Camarades» «Wingmen»                                                  | Elaine Bogan                       | Història: Dan Hageman i Kevin Hageman Guió: A.C. Bradley                                                 | 23 de desembre de 2016  | 9 de juny de 2022        |
| Al mercat dels trols hi arriben uns convidats inesperats, els membres de la tribu de trols on va néixer l'Aaarrrgghh, que han percebut que s'està tornant de pedra i se'l volen endur a les coves per curar-lo. Per decidir si es queda o se'n va, en Jim haurà de disputar un partit d'un esport en què matar l'adversari no va contra el reglament.                                                             |                      |                                                                        |                                    | |                         |                          |
| 24 | 24                   | «Angor desencadenat» «Angor Management»                                | Rodrigo Blaas                      | Història: Dan Hageman i Kevin Hageman Guió: Chad Quandt i Aaron Waltke                                   | 23 de desembre de 2016  | 13 de juny de 2022       |
| En Jim i l'Strickler formen una aliança improbable per enfrontar-se a l'Angor Rot, que es dirigeix a casa d'en Jim decidit a matar-los. Quan estan a punt de derrotar-lo, arriba inesperadament la Barbara, i la situació canvia radicalment. Mentrestant, al Mercat dels Trols arriba un gnom de les Terres Ombrívoles amb una informació cabdal.                                                                |                      |                                                                        |                                    | |                         |                          |
| 25 | 25                   | «Una nit per recordar» «A Night to Remember»                           | Andrew L. Schmidt                  | Història: A.C. Bradley, Dan Hageman i Kevin Hageman Guió : Marc Guggenheim                               | 23 de desembre de 2016  | 14 de juny de 2022       |
| La Barbara no sobreviurà si no es trenca l'encanteri que la uneix a l'Strickler. La Claire i en Toby van al despatx de l'Strickler durant el Ball de Primavera de l'institut a buscar el conjur, mentre en Jim mira de convèncer l'Strickler perquè col·labori. |                      |                                                                        |                                    | |                         |                          |
| 26 | 26                   | «El mercat de les tenebres» «Something Rotten This Way Comes»          | Elaine Bogan                       | Història: Dan Hageman i Kevin Hageman Guió: A.C. Bradley                                                 | 23 de desembre de 2016  | 15 de juny de 2022       |
| S'acosta el combat final contra l'Angor Rot, que tindrà un cost emocional molt fort per en Jim. El caçador de trols sap que és més fort amb els seus amics, però al final haurà d'acabar la lluita ell sol, sobretot si vol derrotar en Gunmar. |                      |                                                                        |                                    | |                         |                          |

### Segona part
| Núm. total | Núm. de la temporada | Títol                                                             | Direcció          | Guió | Data d'emissió original | Data d'emissió en català |
| --- | -------------------- | ----------------------------------------------------------------- | ----------------- | --- | ----------------------- | ------------------------ |
| 27 | 1                    | «La fugida de les Terres Ombrívoles» «Escape from the Darklands»  | Rodrigo Blaas     | Història : Dan Hageman i Kevin Hageman Guió: A.C. Bradley, Dan Hageman, Kevin Hageman, Chad Quandt i Aaron Waltke | 15 de desembre de 2017  | 14 de febrer de 2023     |
| En Toby, la Claire i en Blinky procuren que ningú d'Arcadia s'adoni de l'absència d'en Jim mentre busquen la manera de rescatar-lo. Mentrestant, en Jim decideix jugar-s'ho tot per mirar de rescatar l'Enrique i fugir de les Terres Ombrívoles.                                                                                   |                      |                                                                   |                   | |                         |                          |
| 28 | 2                    | «L'aixafacranis» «Skullcrusher»                                   | Andrew L. Schmidt | Història : Dan Hageman i Kevin Hageman Guió: Chad Quandt i Aaron Waltke                                           | 15 de desembre de 2017  | 15 de febrer de 2023     |
| En Jim s'esforça per sobreviure a l'empresonament brutal a les Terres Ombrívoles, mentre en Blinky s'esforça per desxifrar el missatge en clau de l'amulet per salvar en Jim i l'Aaarrrgghh!!! Mentrestant, la Claire, en Toby i en Noeslenrique miren de recuperar les peces del pont de Killahead abans que es perdin per sempre. |                      |                                                                   |                   | |                         |                          |
| 29 | 3                    | «El gran comandant Otto» «Grand Theft Otto»                       | Andrew L. Schmidt | Història : A.C. Bradley, Dan Hageman i Kevin Hageman Guió: A.C. Bradley                                           | 15 de desembre de 2017  | 16 de febrer de 2023     |
| A en Toby li instal·len un aparell d'ortodòncia tan gros que capta la ràdio i, de rebot, les emissions secretes de l'orde de Janus. Gràcies a aquesta capacitat nova, s'infiltra al grup amb la Claire i en Blinky per buscar un antídot per l'Aaarrrgghh. Mentrestant, en Jim s'alia inesperadament amb la Nomura.                 |                      |                                                                   |                   | |                         |                          |
| 30 | 4                    | «KanjigAAARRRGGHH!!!»                                             | Johane Matte      | Història : Dan Hageman i Kevin Hageman Guió: Chad Quandt i Aaron Waltke                                           | 15 de desembre de 2017  | 17 de febrer de 2023     |
| En Blinky, en Toby i la Claire han fet un tracte molt perillós amb l'Orde de Janus per obtenir l'antídot que pot salvar l'Aaarrrgghh. Mentrestant, en Gunmar intenta liquidar el caçador de trols, però en Jim forja una aliança inesperada amb la Nomura.                                                                          |                      |                                                                   |                   | |                         |                          |
| 31 | 5                    | «Tornar a casa» «Homecoming»                                      | Rodrigo Blaas     | Història : Marc Guggenheim, Dan Hageman i Kevin Hageman Guió: A.C. Bradley                                        | 15 de desembre de 2017  | 20 de febrer de 2023     |
| Quan en Gunmar descobreix que els amics d'en Jim són a les Terres Ombrívoles i que el pont de Killahead és obert, comença una cursa contrarellotge plena de perills per mirar de sortir abans que es tanqui el portal. |                      |                                                                   |                   | |                         |                          |
| 32 | 6                    | «Mèu, mèu, pam, pam» «Hiss Hiss, Bang Bang»                       | Elaine Bogan      | Història : Dan Hageman, Kevin Hageman i Lila Scott Guió: Lila Scott                                               | 15 de desembre de 2017  | 21 de febrer de 2023     |
| En Jim està entusiasmat d'haver tornat a la vida normal i mira d'adaptar-s'hi. Mentrestant, un trol detecta el rastre d'uns goblins que s'han escapat de les Terres Ombrívoles. Ara caldrà saber si només se n'han escapat ells, o si hi ha algú més que amenaça el món de la superfície.                                           |                      |                                                                   |                   | |                         |                          |
| 33 | 7                    | «L'heroi de les mil cares» «Hero with a Thousand Faces»           | Rodrigo Blaas     | Història : Dan Hageman, Kevin Hageman, Chad Quandt i Aaron Waltke Guió: Chad Quandt i Aaron Waltke                | 15 de desembre de 2017  | 22 de febrer de 2023     |
| Els pares de la Claire conviden en Jim a una barbacoa. És una bona oportunitat perquè se'ls fiqui a la butxaca, però l'amulet li fa una mala passada i comença a crear còpies d'en Jim basades en trets de la seva personalitat. Aviat descobrirà que s'enfronta al seu pitjor enemic: ell mateix.                                  |                      |                                                                   |                   | |                         |                          |
| 34 | 8                    | «Només cal afegir-hi aigua» «Just Add Water»                      | Andrew L. Schmidt | Història : Dan Hageman & Kevin Hageman Guió: A.C. Bradley                                                         | 15 de desembre de 2017  | 23 de febrer de 2023     |
| A l'institut, als alumnes els fan fer un treball que consisteix a cuidar un paquet de farina com si fos un nadó. En Jim i la Claire, que fan aquest treball junts, aviat descobreixen que tindran una altra missió encara més difícil: enfrontar-se a un espant que volta pels carrers d'Arcadia Oaks.                              |                      |                                                                   |                   | |                         |                          |
| 35 | 9                    | «Els Kaçabestiotes» «Creepslayerz»                                | Elaine Bogan      | Història : Dan Hageman i Kevin Hageman Guió: Chad Quandt i Aaron Waltke                                           | 15 de desembre de 2017  | 24 de febrer de 2023     |
| L'Steve descobreix per casualitat que hi ha monstres rondant per Arcadia Oaks i s'alia amb l'Eli per investigar aquesta troballa sorprenent. Tot apunta que en Jim Lake hi està implicat, i l'Steve i l'Eli decideixen enfrontar-s'hi per salvar la ciutat.                                                                         |                      |                                                                   |                   | |                         |                          |
| 36 | 10                   | «El club dels temeraris» «The Reckless Club»                      | Rodrigo Blaas     | Història : Dan Hageman i Kevin Hageman Guió: A.C. Bradley & Lila Scott                                            | 15 de desembre de 2017  | 27 de febrer de 2023     |
| Mentre augmenten les tensions al Mercat dels Trols per les sospites que en Gunmar s'hagi pogut escapar de les Terres Ombrívoles, en Jim i els seus amics han d'anar a l'institut un dissabte per complir un càstig i afrontar les conseqüències dels seus actes.                                                                    |                      |                                                                   |                   | |                         |                          |
| 37 | 11                   | «Deixar de ser» «Unbecoming»                                      | Andrew L. Schmidt | Història : Dan Hageman i Kevin Hageman Guió: Chad Quandt i Aaron Waltke                                           | 15 de desembre de 2017  | 28 de febrer de 2023     |
| Quan detenen en Jim acusat d'haver traït els trols, li donen l'opció de tornar l'Amulet o afrontar un judici en què se'l podria condemnar a mort. Però, abans, veurà com hauria estat la seva vida si no hagués agafat l'Amulet quan el va trobar.                                                                                  |                      |                                                                   |                   | |                         |                          |
| 38 | 12                   | «Judicis i prejudicis» «Mistrial and Error»                       | Elaine Bogan      | Història : Dan Hageman i Kevin Hageman Guió: Marc Guggenheim                                                      | 15 de desembre de 2017  | 1 de març de 2023        |
| El tribunal encapçalat per la reina Usurna comença el judici contra en Jim per haver deixat escapar en Gunmar de les Terres Ombrívoles. Els amics del caçador de trols busquen a la desesperada alguna prova que en demostri la innocència, però és massa tard.                                                                     |                      |                                                                   |                   | |                         |                          |
| 39 | 13                   | «A la cort del rei gumm-gumm» «In the Hall of the Gumm-Gumm King» | Rodrigo Blaas     | Dan Hageman i Kevin Hageman                                                                                       | 15 de desembre de 2017  | 2 de març de 2023        |
| Després de la mort d'en Vendel, en Gunmar envaeix el Mercat dels Trols i es revelen les intencions de la Reina Usurna. Sota el poder d'en Gunmar, els trols formen un exèrcit contra en Jim, que haurà de buscar la manera de derrotar-lo abans que es perdi tot.                                                                   |                      |                                                                   |                   | |                         |                          |

### Tercera part
| Núm. total | Núm. de la temporada | Títol                                                                   | Direcció                           | Guió                                                                                | Data d'emissió original | Data d'emissió en català |
| --- | -------------------- | ----------------------------------------------------------------------- | ---------------------------------- | ----------------------------------------------------------------------------------- | ----------------------- | ------------------------ |
| 40 | 1                    | «La patrulla trol nocturna» «Night Patrol»                              | Andrew L. Schmidt                  | Dan Hageman i Kevin Hageman                                                         | 25 de maig de 2018      | 3 de març de 2023        |
| Després de perdre el Mercat dels Trols a mans de les forces d'en Gunmar, en Jim i els seus companys miren d'amagar els trols a Arcadia Oaks. Mentrestant, en Gunmar intenta provocar la Nit Eterna per poder desfermar la fúria del seu exèrcit contra la humanitat.                                                                             |                      |                                                                         |                                    |                                                                                     |                         |                          |
| 41 | 2                    | «El més buscat d'Arcàdia» «Arcadia's Most Wanted»                       | Elaine Bogan                       | Història : Dan Hageman i Kevin Hageman Guió: Chad Quandt i Aaron Waltke             | 25 de maig de 2018      | 6 de març de 2023        |
| Arcàdia viu una onada de robatoris a cases i la regidora Núñez promet reforçar la presència policial. El que no sap la ciutadania és que en tot plegat hi ha implicada una trol que ha desaparegut misteriosament. En Jim i els seus companys l'hauran de trobar abans no sigui massa tard.                                                      |                      |                                                                         |                                    |                                                                                     |                         |                          |
| 42 | 3                    | «Cafè dolent» «Bad Coffee»                                              | Johane Matte                       | Història : Dan Hageman i Kevin Hageman Guió: A.C. Bradley                           | 25 de maig de 2018      | 7 de març de 2023        |
| L'Strickler dona a en Jim sorra sepulcral per ajudar-lo a trobar la seva essència més fosca i més semblant al caràcter dels trols, que li serà imprescindible per enfrontar-se a en Gunmar. Però, a l'institut, una confusió entre els envasos provoca que els professors prenguin la substància en comptes de cafè, i es tornin tots com trols. |                      |                                                                         |                                    |                                                                                     |                         |                          |
| 43 | 4                    | «La meva nòvia és bruixa» «So I'm Dating a Sorceress»                   | Andrew L. Schmidt                  | Història : Dan Hageman i Kevin Hageman Guió: Lila Scott                             | 25 de maig de 2018      | 8 de març de 2023        |
| En Jim i en Toby decideixen anar a sopar amb les respectives xicotes per passar una estona agradable després de la tensió que han viscut últimament. De seguida és evident que a la Claire li passa alguna cosa estranya, i és que entre els quatre amics apareix una cinquena persona en discòrdia, la Morgana.                                 |                      |                                                                         |                                    |                                                                                     |                         |                          |
| 44 | 5                    | «L'exorcisme de la Claire Núñez» «The Exorcism of Claire Nuñez»         | Rodrigo Blaas                      | Història : Dan Hageman i Kevin Hageman Guió: Chad Quandt i Aaron Waltke             | 25 de maig de 2018      | 9 de març de 2023        |
| Quan en Jim descobreix que la Claire està posseïda per un esperit maligne, decideix endinsar-se al perillós Regne Ombrívol per mirar de salvar-li la vida. Mentrestant, en Gunmar busca el Bàcul d'Avalon per provocar la Nit Eterna. |                      |                                                                         |                                    |                                                                                     |                         |                          |
| 45 | 6                    | «Consells parentals» «Parental Guidance»                                | Elaine Bogan                       | Història : Dan Hageman i Kevin Hageman Guió: A.C. Bradley                           | 25 de maig de 2018      | 10 de març de 2023       |
| Quan en Jim i els seus amics estan a punt d'obtenir tots els coneixements per poder aturar en Gunmar i la Nit Eterna, els pares dels caçadors de trols, encapçalats per la Barbara, intenten obligar els seus fills a revelar-los el seu secret.                                                                                                 |                      |                                                                         |                                    |                                                                                     |                         |                          |
| 46 | 7                    | «El jurament» «The Oath»                                                | Andrew L. Schmidt                  | Història : Dan Hageman i Kevin Hageman Guió: Chad Quandt i Aaron Waltke             | 25 de maig de 2018      | 13 de març de 2023       |
| Els caçadors de trols han d'impedir com sigui que en Gunmar s'apoderi del Bàcul d'Avalon, i en Jim ha de destruir l'amulet per accedir a la tomba de Merlí per fer realitat la visió que ha tingut la Claire. |                      |                                                                         |                                    |                                                                                     |                         |                          |
| 47 | 8                    | «Per la glòria de Merlí» «For the Glory of Merlin»                      | Elaine Bogan                       | Història : Dan Hageman i Kevin Hageman Guió: Marc Guggenheim                        | 25 de maig de 2018      | 14 de març de 2023       |
| Atrapats en una cova que es va inundant d'aigua, els caçadors de trols descobreixen un aliat sorprenent: Merlí. Mentre en Jim i els seus amics miren d'escapar del perill imminent, els seus pares s'han d'esforçar per mantenir en secret el món dels trols.                                                                                    |                      |                                                                         |                                    |                                                                                     |                         |                          |
| 48 | 9                    | «En bones mans» «In Good Hands»                                         | Johane Matte                       | Història : Dan Hageman i Kevin Hageman Guió: Lila Scott                             | 25 de maig de 2018      | 15 de març de 2023       |
| Merlí envia en Jim i els seus amics a buscar un seguit d'objectes per aturar en Gunmar, però el director de l'institut encarrega a en Jim que porti dos alumnes d'intercanvi molt estranys a fer un tomb per la ciutat. |                      |                                                                         |                                    |                                                                                     |                         |                          |
| 49 | 10                   | «Una casa dividida» «A House Divided»                                   | Andrew L. Schmidt                  | Història : Dan Hageman i Kevin Hageman Guió: A.C. Bradley                           | 25 de maig de 2018      | 16 de març de 2023       |
| En Gunmar obliga l'Strickler a iniciar el compte enrere cap a la Nit Eterna. Mentrestant, en Jim s'encara a Merlí, que li explica per què el va triar l'amulet i el posa davant de la decisió més difícil de la seva vida. |                      |                                                                         |                                    |                                                                                     |                         |                          |
| 50 | 11                   | «Caçadors de Jim» «Jimhunters»                                          | Johane Matte                       | Història : Dan Hageman i Kevin Hageman Guió: Chad Quandt i Aaron Waltke             | 25 de maig de 2018      | 17 de març de 2023       |
| En Jim ha pres l'elixir d'en Merlí i s'ha convertit en mig trol, i ara haurà d'adaptar-se a la nova situació, mentre la Morgana es disposa a provocar la Nit Eterna. |                      |                                                                         |                                    |                                                                                     |                         |                          |
| 51 | 12                   | «No hi ha nit eterna pels cavallers, primera part» «The Eternal Knight» | Guillermo del Toro i Rodrigo Blaas | Història : Dan Hageman i Kevin Hageman Guió: A.C. Bradley i Marc Guggenheim         | 25 de maig de 2018      | 20 de març de 2023       |
| A mesura que la Nit Eterna comença a deixar la ciutat d'Arcadia a la penombra, el caçador de trols lluita contra la invasió d'en Gunmar i en Merlí va al Mercat dels Trols per intentar aturar la Morgana. |                      |                                                                         |                                    |                                                                                     |                         |                          |
| 52 | 13                   | «No hi ha nit eterna pels cavallers, segona part» «The Eternal Knight»  | Guillermo del Toro i Rodrigo Blaas | Història : Dan Hageman i Kevin Hageman Guió: Chad Quandt, Aaron Waltke i Lila Scott | 25 de maig de 2018      | 21 de març de 2023       |
| En Jim i els altres caçadors de trols lluiten a mort contra en Gunmar i la Morgana. El desenllaç de la batalla és incert, i pot marcar per sempre el futur dels humans i dels trols. |                      |                                                                         |                                    |                                                                                     |                         |                          |